# Polypodium vittarioides
Polypodium vittarioides là một loài thực vật có mạch trong họ Polypodiaceae. Loài này được Wall. miêu tả khoa học đầu tiên.